# Chimmie Fadden Out West
Chimmie Fadden è un film muto del 1915 diretto da Cecil B. DeMille. Il soggetto è tratto da una storia di E.W. Townsend: nello stesso anno, DeMille aveva girato in precedenza anche Chimmie Fadden, tratto da un lavoro teatrale dello stesso autore.

## Trama
Chimmie Fadden si aggira per la Bowery, alla ricerca di denaro per potersi sposare con la "Duchessa", la sua fidanzata che fa la cameriera. Per 10.000 dollari, accetta di partecipare a un'operazione promozionale delle Ferrovie del Sud-Ovest. Deve recarsi nella Valle della Morte e dichiarare di avervi trovato l'oro.
Chimmie parte per l'Ovest: tra i problemi che deve affrontare anche quelli con Ramona, un'asina poco collaborativa. Ma le cose cominciano a complicarsi veramente quando "scopre" la sua vena d'oro.

## Produzione
Il film fu prodotto dalla Jesse L. Lasky Feature Play Company.

## Distribuzione
Copia del film viene conservata negli archivi dell'International Museum of Photography and Film at George Eastman House .